# Lamourouxia xalapensis
Lamourouxia xalapensis är en snyltrotsväxtart som beskrevs av Carl Sigismund Kunth. Lamourouxia xalapensis ingår i släktet Lamourouxia och familjen snyltrotsväxter. Inga underarter finns listade i Catalogue of Life.